# Urban Sketchers
Urban Sketchers (USk) (в переводе с англ.  — «urban» — городской, урбанистический и «sketch» — зарисовка, эскиз, набросок, произносится «у́рбан ске́тчерз») — мировое сообщество художников-профессионалов и любителей, которые делают зарисовки с натуры в городах, поселках и селах, в которых живут или в которые путешествуют. Движение Urban Sketchers началось в 2007 году, когда журналист Габриэль Кампанарио создал группу на Flickr. В 2009 Г. Кампанарио сделал Urban Sketchers некоммерческой организацией (501 (c) (3) tax-exempt). Манифест урбан-скетчеров переведен на несколько языков.
Девиз Urban Sketchers «We show the world, one drawing at a time!» (в переводе с англ.  — Мы показываем мир, рисунок за рисунком!)

## История
Сообщество Urban Sketchers образовалось в 2007 как группа на Flickr. Основатель Urban Sketchers, Габриэль (Габи) Кампанарио — испанский журналист и иллюстратор, который живет в Сиэтле, США. Работая журналистом в газете The Seattle Times Архивная копия от 16 марта 2022 на Wayback Machine (и в печатном издании, и в блогах), он не только пишет статьи, но и размещает там свои истории и зарисовки.
Поскольку все больше людей стало размещать свои рисунки в сети, Габи Кампанарио создал группу, чтобы поддерживать людей, которые в своих рисунках с натуры изображают те вещи и события в жизни, которые непосредственно происходят здесь и сейчас.
В 2008 году Кампанарио создал Urban Sketchers blog Архивная копия от 12 июля 2014 на Wayback Machine. Участие в блоге возможно только по приглашению, и количество участников ограничено 100 «корреспондентами». Так появился термин Urban Sketchers корреспондент.
Кампанарио приглашает определенных людей в блог в качестве корреспондентов, и эти люди берут на себя ответственность регулярно размещать там рисунки. Вместе с набросками корреспонденты также публикуют описания и истории своих набросков: где и когда был сделан набросок, а также — несколько слов о рисунке. 
В XX веке практика создания зарисовок стала менее популярна, чем в предыдущие 100 лет. Это связано с тем, что фотография вышла на передний план и стала более предпочтительной для передачи изображений в журналистике. Создание набросков было позабыто и перешло в студии классических школ искусств, став практикой, известной в узких кругах, но не популярной у обычных людей в повседневной жизни.
А потом тенденции снова вернулись к искусству. В начале 2000-х в кофейнях, парках, на улицах и в аэропортах все чаще можно было увидеть людей, рисующих в маленьких блокнотах ручкой или кисточкой. Создание зарисовок (скетчинг) переживает подъем как практика, а сообщество Urban Sketchers поощряет участие в движении путём общения, мастер-классов и построения онлайн нетворкинга.
В декабре 2008 Габи Кампанарио учредил Urban Sketchers как некоммерческую организацию (501 (c) (3) tax-exempt). Был также выбран совет директоров. Задачи организации:
1. увеличить художественную и образовательную ценность рисования с натуры
2. увеличить ценность рисования с натуры как способа повествования
3. развивать практику создания набросков с натуры
4. объединять людей, рисующих с натуры, по всему миру

## Деятельность
У сообщества Urban Sketchers есть манифест:
1. Мы рисуем с натуры, в помещении или на улице, и изображаем непосредственно то, что мы видим.
2. Наши рисунки повествуют историю нашего окружения, историю мест, в которых мы живем и в которые путешествуем.
3. Наши рисунки — это «запись» времени и места.
4. Мы правдивы в изображении сцен, которые видим.
5. Мы используем любые материалы и уважаем индивидуальные стили друг друга.
6. Мы поддерживаем друг друга и рисуем вместе.
7. Мы делимся нашими рисунками онлайн.
8. Мы показываем мир, рисунок за рисунком.

### Скетчинг
Urban Sketchers — это разноликое сообщество людей, объединённых страстью к скетчингу (созданию набросков). Когда скетчеры собираются вживую или онлайн, они много общаются и обсуждают, например, кто какие материалы использует.
Рисование в общественных местах открывает возможности для общения. В большинстве своем они доброжелательные и приятные: когда хозяин кафе угощает чашкой кофе или когда скетчера приглашают прийти и сделать зарисовки закрытого мероприятия, на которое иначе не было бы возможности попасть. Например, когда группа музыкантов Flon Flon en Musette проводила концерт на улице, их нарисовал урбан-скетчер, который в этот момент был рядом. Этот набросок впоследствии попал на обложку CD альбома группы, а скетчер был приглашен на частный концерт.
В 2011 Габи Кампанарио опубликовал книгу The Art of Urban Sketching («Искусство урбан скетчинга»), в которой разместил работы лучших участников сообщества.

### Симпозиумы
Сообщество Urban Sketchers организовывает урбан-скетчинг симпозиумы. Это весёлые мероприятия, где встречаются профессионалы и любители, которые в течение  3-х дней рисуют с натуры, посещают мастер-классы, участвуют в групповых обсуждениях, посещают лекции.
- Первый Международный Симпозиум Urban Sketchers был проведен в Портленде, штат Орегон. 29 — 31 июля, 2010.
- Второй Международный Симпозиум проведен в Лиссабоне, Португалия. 21-23 июля 2011. Его посетило 200 участников.
- Третий Международный Симпозиум Urban Sketchers провели в Санто-Доминго, Доминиканская Республика. 12 — 14 июляб 2012[1]
- Четвертый Симпозиум Urban Sketchers был в Барселоне. 11 — 13 июля, 2013[4]
- Пятый Симпозиум Urban Sketchers будет проведен в Парати, Бразилия. 27 — 30 августа, 2014.[5]

## Сообщества
Участники группы Urban Skethers создали множество региональных сообществ. Корреспонденты главного блога Urban Sketchers, администраторы групп скетчеров на Flickr, а также Urban Sketchers энтузиасты создают локальные группы и собирают скетчеров на совместные Urban Sketchers зарисовки. Например, на мероприятия в группах Urban Sketchers во Франции, Берлине, Израиле, Чикаго приходят десятки людей, а группа Urban Sketchers в Сингапуре насчитывает сотни участников.
Локальные группы Urban Sketchers функционируют аналогично главной группе. Во всех группах придерживаются Urban Sketchers манифеста и следуют требованиям урбан-скетчинга, но при этом каждой группе присущи региональная и культурная индивидуальность. У многих групп есть свои блоги, куда корреспондентов приглашают по географическому признаку. Другие группы, например, на Facebook или Flickr, принимают всех.
Сообщества Urban Sketchers
Это неполный список, полный можно посмотреть тут Архивная копия от 25 октября 2018 на Wayback Machine.
| Дата основания | Сообщество                                   | Ссылки |
| -------------- | -------------------------------------------- | --- |
| 11/1/2008      | Международный блог                           | Urban Sketchers Архивная копия от 12 июля 2014 на Wayback Machine |
| 1/1/2011       | Берлин, Германия                             | Berlin Urban Sketchers Архивная копия от 14 июля 2014 на Wayback Machine |
| 3/26/2009      | Португалия                                   | Urban Sketchers Portugal Архивная копия от 4 июля 2014 на Wayback Machine |
| 2/25/2011      | Австралия                                    | Urban Sketchers Australia Архивная копия от 14 июля 2014 на Wayback Machine |
| 5/29/2009      | Сиэтл, штат Вашингтон                        | Seattle Urban Sketchers Архивная копия от 14 июля 2014 на Wayback Machine |
| 4/11/2011      | Бейра, Португалия                            | Urban Sketchers Portugal Beiras Архивная копия от 14 марта 2022 на Wayback Machine |
| 5/30/2009      | Сент-Пол и Миннеаполис, США                  | Urban Sketchers Twin Cities, USA Архивная копия от 4 июня 2014 на Wayback Machine |
| 5/1/2011       | Швейцария                                    | Urban Sketchers Switzerland Архивная копия от 14 июля 2014 на Wayback Machine |
| 6/3/2009       | Сеул                                         | Urban Sketchers Seoul Архивная копия от 14 июля 2014 на Wayback Machine |
| 5/21/2011      | Мадейра, Португалия                          | Urban Sketchers Portugal Madeira Архивная копия от 14 июля 2014 на Wayback Machine |
| 7/12/2009      | Сингапур                                     | Urban Sketchers Singapore Архивная копия от 14 июля 2014 на Wayback Machine |
| 5/30/2011      | Филиппины                                    | Urban Sketchers Philippines Архивная копия от 15 июля 2014 на Wayback Machine |
| 8/29/2009      | Аргентина                                    | Urban Sketchers Argentina Архивная копия от 14 июля 2014 на Wayback Machine |
| 5/30/2011      | Кливленд                                     | Urban Sketchers Cleveland Архивная копия от 15 июля 2014 на Wayback Machine |
| 9/4/2009       | Мексика                                      | Urban Sketchers Mexico Архивная копия от 17 августа 2014 на Wayback Machine |
| 8/18/2011      | Бразилия                                     | Brazil Urban Sketchers Архивная копия от 14 июля 2014 на Wayback Machine |
| 9/15/2009      | Москва                                       | Urban Sketchers Moscow Архивная копия от 26 февраля 2022 на Wayback Machine |
| 9/13/2011      | Израиль                                      | Urban Sketchers Isralel Архивная копия от 14 июля 2014 на Wayback Machine |
| 11/2/2009      | Испания                                      | Urban Sketchers Spain Архивная копия от 25 июня 2014 на Wayback Machine |
| 9/26/2011      | Техас                                        | Urban Sketchers Texas |
| 11/24/2009     | Индонезия                                    | Urban Sketchers Indonesia Архивная копия от 26 февраля 2022 на Wayback Machine |
| 10/17/2011     | Лос-Анджелес                                 | Urban Sketchers |
| 11/26/2009     | Сардиния                                     | Urban Sketchers Sardinia Архивная копия от 15 июля 2014 на Wayback Machine |
| 11/8/2011      | Сконе, Швеция                                | Urban Sketchers Skåne Архивная копия от 15 июля 2014 на Wayback Machine |
| 3/20/2010      | Портленд, Орегон                             | Urban Sketchers Portland Oregon Архивная копия от 4 июня 2014 на Wayback Machine |
| 12/28/2011     | Северная Португалия                          | Urban Sketchers Portugal Norte Архивная копия от 14 июля 2014 на Wayback Machine |
| 6/8/2010       | Италия                                       | Urban Sketchers Italy Архивная копия от 14 марта 2022 на Wayback Machine |
| 4/4/2012       | Tri-Cities (тройной город в штате Вашингтон) | Urban Sketchers Tri-Cities Архивная копия от 22 августа 2014 на Wayback Machine |
| 8/20/2010      | Сан-Франциско                                | Urban Sketchers San Francisco — Bay Area Архивная копия от 14 июля 2014 на Wayback Machine Urban Sketchers San Francisco — North Bay Area Архивная копия от 14 июля 2014 на Wayback Machine |
| 4/4/2012       | Япония                                       | Urban Sketchers Japan Архивная копия от 14 июля 2014 на Wayback Machine |
| 8/29/2010      | Доминиканская Республика                     | Urban Sketchers República Dominicana Архивная копия от 14 июля 2014 на Wayback Machine |
| 4/29/2012      | Чикаго                                       | Urban Sketchers Chicago Архивная копия от 15 июля 2014 на Wayback Machine |
| 11/1/2010      | Вашингтон, Округ Колумбия                    | Urban Sketchers Washington DC Архивная копия от 14 июля 2014 на Wayback Machine |
| 8/27/2012      | Эскильтуна, Швеция                           | Urban Sketchers Eskiltuna Архивная копия от 14 июля 2014 на Wayback Machine |
| 11/2/2010      | Мемфис, США                                  | Urban Sketchers Memphis Архивная копия от 15 июля 2014 на Wayback Machine |
| 8/31/2012      | Буэнос-Айрес                                 | Urban Sketchers |
| 12/14/2010     | Париж                                        | Urban Sketchers Paris |
| 9/18/2012      | Кучинг, Малайзия                             | Urban Sketchers Kuching Архивная копия от 25 ноября 2020 на Wayback Machine |
| 10/4/2012      | Германия                                     | Urban Sketchers Germany Архивная копия от 14 июля 2014 на Wayback Machine |
| 9/18/2012      | Монреаль, Канада                             | Urban Sketchers Montreal Архивная копия от 14 июля 2014 на Wayback Machine |
| 1/25/2013      | Тайвань                                      | Urban Sketchers Taiwan Архивная копия от 14 июля 2014 на Wayback Machine |
| 4/15/2013      | Гонконг                                      | Urban Sketchers Hong Kong |
| 1/12/2013      | Бирмингем                                    | Birmingham Urban Sketchers |
| 6/16/2014      | Украина                                      | Urban Sketchers Ukraine Архивная копия от 13 апреля 2017 на Wayback Machine |